# 北园街道
北园街道，是中华人民共和国山東省济南市天桥区下辖的一个乡镇级行政单位。

## 行政区划
北园街道下辖以下地区：
黄桥社区、沃家社区、白鹤社区、柳行社区、标山社区、凤凰山社区、石桥社区、水屯社区、板桥社区、杨庄社区、边庄社区、清河社区、联四社区、成大社区、柳云社区、狮子张社区、黄台社区、黄台西区社区、梁府社区、枫景园社区、阳光社区、电建一公司板桥宿舍社区、云锦社区、幸福社区、荷香村社区、霞侣市社区、水园社区、明园社区、石桥东社区、金凤苑社区、舜清苑社区、新鹤社区、意福苑社区和汇源华庭社区。

## 人口
2010年中国第六次人口普查时，北园街道共有人口205191人。共有家庭61150户，平均每户2.63人。14岁以下的少年儿童共22054人，占总人口10.74%；15-64岁人口共171074人，占总人口83.37%；65岁及以上的老年人共12063人，占总人口的5.878%。男性共计103594人，占总人口50.48%；女性共计101597，占总人口49.51%。本地居住的人口中，拥有本地户籍的人口为78676人，占38.34%。